# Sa'sa', Syria
Sa ' (tiếng Ả Rập: سعسع}, cũng đánh vần Saasaa) là một thị trấn ở miền nam Syria, một phần hành chính của Tỉnh bang Dimashq, nằm ở phía tây nam Damascus gần Cao nguyên Golan (Tỉnh Quneitra). Các địa phương gần đó bao gồm Kafr Hawr ở phía bắc, Kanaker ở phía đông, Khan Arnabah ở phía tây nam và Deir Maker ở phía nam. Theo Cục Thống kê Trung ương Syria, Sa'sa 'có dân số 9,945 trong cuộc điều tra dân số năm 2004. Thị trấn cũng là trung tâm hành chính của-mặc dù không phải là thành phố lớn nhất in-the Sa'sa' nahiyah, được tạo thành từ 17 thị trấn có tổng dân số 45.233.